# Corinne Bailey Rae (album)
Albums de Corinne Bailey Rae
Live in London and New York
(2007)
Corinne Bailey Rae est le premier album de Corinne Bailey Rae sorti en mars 2006.

## Liste des titres
1. Butterfly
2. I'd Like To
3. Breathless
4. Choux Pastry Heart
5. Call Me When You Get This
6. Trouble Sleeping
7. Till It Happens To You
8. Put Your Records On
9. Enchantment
10. Like A Star
11. Season's change

## Certifications
| Pays                       | Certification | Unités certifiées |
| -------------------------- | ------------- | ----------------- |
| Allemagne (BVMI)           | Or            | 100 000           |
| Brésil (Pro-Música Brasil) | Or            | 30 000            |
| Canada (Music Canada)      | Platine       | 100 000           |
| États-Unis (RIAA)          | Platine       | 1 000 000         |
| France (SNEP)              | Or            | 75 000            |
| Irlande (BPI)              | 2 × Platine   | 30 000            |
| Nouvelle-Zélande (RMNZ)    | Or            | 7 500             |
| Pays-Bas (NVPI)            | Or            | 35 000            |
| Royaume-Uni (BPI)          | 3 × Platine   | 900 000           |
| Suisse (IFPI)              | Or            | 15 000            |